# Движение за перемены (Горран)
Движение за перемены (Горран) (курд. Bizûtinewey‌ Gorran / بزووتنەوەی گۆڕان) — политическая партия левоцентристской направленности в Иракском Курдистане, появившаяся в 2009 году в результате раскола Патриотического Союза Курдистана. Является оппозиционной по отношению к обеим правящим в автономии партиям (ДПК и ПСК). По оценкам экспертов, наиболее влиятельная оппозиционная сила в автономии.

## История

### Выборы в парламент Иракского Курдистана в 2009 году
Движение за перемены «Горран» было образовано в апреле 2009 года, когда бывший заместитель генерального секретаря Патриотического Союза Курдистана Ноширван Мустафа заявил, что возглавит на парламентских выборах отдельный список, который отличается от всех избирательных списков Иракского Курдистана.. 28 апреля Высшая избирательная комиссия Ирака признала «Движение за перемены» официальной политической партией Иракского Курдистана. А 27 августа 2009 года «Горран» была зарегистрирована для участия в выборах в Совет представителей Ирака. В электоральной борьбе «Горран» позиционировал себя как «первую реальную оппозицию» ДПК и активно выступал против коррупции, став первой светской партией Курдистана, построившей программу на антикоррупционной риторике.. На своих первых выборах «Движение за перемены» получило 23,75 % голосов, что обеспечило им 25 из 111 возможных мест в парламенте Курдистана. Такой успех эксперты объясняют актуальными и популярными предвыборными лозунгами, призывающими бороться с коррупцией во власти и «авторитарными амбициями» лидеров ДПК. Кроме того, ещё до создания партии Н. Мустафа учредил медиа компанию Woosha Company и телеканал KNN, который использовался в качестве инструмента пропаганды и коммуникации с избирателями.. Партия рассматривала эти выборы как свою победу.

### Выборы в Иракский парламент 2010
На выборах в Совет представителей Ирака в 2010 году партия получила 9 (2,74 %) мандатов из 328 возможных.

### Протесты 2011 года
Во время событий «арабской весны» движение «Горран» стало флагманом протестных настроений в Иракском Курдистане. Так, в январе 2011 г. движение призывало население к участию в протестах, аналогичных тем, что происходили в Тунисе и Египте, а впоследствии принимало в них непосредственное участие. В рамках своей борьбы «Движение за перемены» неоднократно ссылалось на принцип «ненасильственной борьбы» Ганди. «Горран» во многом нашла поддержку среди разочаровавшейся молодёжи Сулеймании, что позволило партии привлечь внимание общественности к организованным ею протестным акциям в этой провинции.
Существует мнение, что партия «доигралась в демократию». Ведь именно отсутствие жёсткой, по сравнению с ДПК, авторитарной системы внутри ПСК позволило появиться «Движению за перемены» в Сулеймании. И появление «радикальной ПСК» способствовало ослаблению позиций традиционной, «старой» ПСК по отношению к ДПК.
По окончании протестов «Горран» очень слабо отреагировала на репрессии властей против митингующих, так как движение хотело оказать давление на власть, но при этом не желало терять положения системной легальной политической организации..

### Выборы 2013 года
В 2013 г. на следующих парламентских выборах в Иракском Курдистане «Горран» обогнало ПСК, и получило 24 места в парламенте (ДПК — 38, ПСК — 18). Интересен тот факт, что «Движение за перемены» завоевало максимальную поддержку избирателей как в Сулеймании, родном городе лидера ПСК Джаляля Талабани, так и в Халабдже — регионе, где традиционно сильны позиции исламистов. После подведения итогов выборов «Горран» предложил ПСК создать парламентскую коалицию без участия ДПК, однако ПСК отказался и предпочёл объединиться с «Демократической партией Курдистана».

### Новая волна протестов
В августе 2015 г. консультативный совет Иракского Курдистана продлил полномочия президента автономии Масуда Барзани на два года, обосновав это тем, что в условиях войны с «Исламским государством» проводить президентские выборы опасно. В октябре 2015 г. была проведена встреча между представителями ДПК, ПСК, «Горран», «Исламского союза Курдистана» (ИСК) и «Исламской группы Курдистана» (ИГК). По результатам саммита крупнейших политических организаций автономии не было достигнуто консенсуса, что привело к новому витку протестов в регионе, и, как следствие, обвинённое в подстрекательстве беспорядков движение «Горран» лишилось своих министерских портфелей. Более того, представители ДПК заявили. о необходимости ухода с поста спикера парламента Курдистана — представителя партии «Горран» Юсуфа Мухаммед Садика. Начиная с октября 2015 г. Ю. М. Садик не имел возможности приехать в Эрбиль для участия в заседаниях парламента.
Руководством Южного Курдистана был взят целенаправленный курс на маргинализацию «Горран». Так, 15 июня 2016 г. генеральный прокурор Иракского Курдистана выдал ордер на арест Н. Мустафы по подозрению в организации беспорядков в Эрбиле. Незадолго до провала переговоров в Сулеймании глава «Горран» покинул Курдистан и отправился в Европу. В Великобритании лидер «Горран» находился в период с сентября 2015 г. по апрель 2016 г. и с сентября 2016 г. по май 2017 г. Там он проходил лечение от рака. После ухудшения самочувствия Ноширвана Мустафы популярность «Горран» стала падать, так как во многом она опиралась исключительно на харизму и авторитет лидера движения.

### Смерть лидера и Референдум о независимости Иракского Курдистана
19 мая 2017 г. в возрасте 73 лет умер основатель и лидер движения Ноширван Мустафа. В июле состоялся съезд движения и новым лидером был избран Омар Саид Али. В сентябре состоялся Референдум о независимости Иракского Курдистана (2017). «Горран» не одобрила эту инициативу и бойкотировала референдум, поскольку он не был согласован с парламентом. Последовавшая за референдумом военная конфронтация автономии с центральным правительством принесла Курдистану серьёзные проблемы: часть территории была захвачена федеральными войсками. в том числе Киркук — богатый нефтеносный район, ранее принадлежавший Иракскому Курдистану и бывший сильной электоральной опорой ПСК. В результате неудавшейся сецессии и потери части территории и финансирования, Масуд Барзани подал в отставку с поста президента Иракского Курдистана, чего добивались «Горран» и ряд других политических организаций Курдистана.

## Политическая платформа
Движение за перемены «Горран» выступает против клановой системы в правительстве Иракского Курдистана, против засилья коррупции в органах власти. Движение выступает за подлинную, на их взгляд демократию, а сильный народ, по мнению идеологов партии это свободный народ. «Горран» выступает за расширение свободы слова, свободы критики, отделение партий от государственного аппарата, развитие политической и культуры гражданственности, за развитие гражданского общества. Ставится задача развития гендерного равенства и повышения роли женщины в обществе и развитие местного самоуправления в провинциях. Конечная цель «Горран» — демократическая конституция, парламентская система и ответственное правительство.
В экономике «Одним из препятствий на пути реформирования и искоренения коррупции в Курдском регионе, который по международным стандартам является одним из самых коррумпированных регионов мира, является отсутствие прозрачности и хаос, связанный с его правовой и экономической системами. Помимо недостаточной прозрачности и хаотичности системы, государственный доход и национальное богатство присваиваются и растрачиваются. Часть национального бюджета скрыта или утеряна.» Богатство и природные ресурсы Курдистана являются народной собственностью и не должны никем присваиваться. Также необходимо беречь окружающую среду и возмещать причинённый ей ущерб.
Армия и службы безопасности должны служить Родине и народу, а не своим партиям, как это делают Пешмерга ДПК и ПСК. Необходимо участие курдских солдат и офицеров в федеральных Вооружённых Силах Ирака для поддержания баланса между войсками в интересах Курдского народа.

## Руководство
Исполнительный орган «Горран» состоит из следующих лиц, каждый из которых отвечает за отдельный участок в работе в партии:
— Омар Саид Али, лидер движения
— Мухаммед Тофик Рахим — отвечает за партийные органы
— Джамал Хаджи Мохаммед — глава Национальной ассамблеи движения
— Рауф Осман — руководитель общественной ассамблеи
— Джалал Джаухар — глава парламентской фракции
— Осман Хаджи Махмуд — партийные офисы
— Шорри Хаджи — народные дела

### Национальное собрание
Руководящий орган партии, состоит из 44 членов. В него входят Джамаль Мохаммед — глава Национального собрания «Горран», лидеры фракций движения в иракском и Курдском парламентах, директора департаментов «Горран», районные чиновники и представители, которые были выбраны на внутренних выборах движения.

## Связи сРПК
«Горран» имеет большую политическую поддержку среди курдов, однако, по утверждению специалистов, она не может влиять на политику руководства автономии, поскольку не имеет того, что есть у ДПК и ПСК — своих вооружённых формирований. В 2016 году стало известно о том, что «Горран» в целях борьбы с коррупцией и противостоянию ДПК, которая сконцетрировала власть почти над всей Пешмергой автономии, создаёт свои вооружённые отряды и в этом ей помогает РПК. Также стало известно, что этот процесс поддерживает премьер-министр Ирака аль-Малики:
«Шиитский лидер и бывший иракский премьер Нури аль-Малики поддерживает эту идею, поэтому вместе с депутатами Горран в Багдаде работает над соглашением, согласно которому будущие вооруженные силы войдут в структуру шиитского ополчения Хашид аль-Шааби». Источники отмечают, что эта попытка направлена на легализацию любой вооружённой группы, аффилированной с Горран, а также для обеспечения источника финансирования для них. Сотрудничество же «Горран» и РПК в этом вопросе означает, что апочисты будут готовить бойцов движения, а «Горран» будет поддерживать их людскими ресурсами.